# Vanja Vinković
Vanja Vinković (Bjelovar, 16. lipnja 1969.) novinar, urednik, publicist, nakladnik, producent, scenarist i redatelj dokumentarnih filmova. Po zanimanju je novinski izvjestitelj. Sudionik Domovinskog rata kao pripadnik 138. pukovnije Hrvatske vojske. Odlikovan Medaljom za sudjelovanje u operaciji “Oluja”. Član je udruga Hrvatski novinari i publicisti i Hrvatske paneuropske unije.[nedostaje izvor]

## Životopis
Prvi novinarski tekst objavio u gradskoj rubrici riječkog Novog lista 1986. godine. 
Radio je kao urednik i novinar u više novinarskih redakcija (Novi list, Ri Telefax, Kronika, Feniks, Dnevnik, Matica, Marijin Trsat, 24 sata, LivingStone, Opatija, Sport Plus, Forza, Sušačka revija, Hrvatski tjednik) i surađivao kao producent, scenarist i redatelj dokumentarnih filmova i serijala (Franjevački samostan Trsat, Klub riječkih olimpijaca, Hrvatska paneuropska unija, Zaklada Otto von Habsburg, Sportska televizija, RiTV, Laudato TV, Hrvatski muzej turizma, Pomorski i povijesni muzej Hrvatskog primorja Rijeka, Istra film, Hrvatska radiotelevizija). 
Bio je glavni urednik lista Opatija (2006. – 2009.), pokretač i suosnivač prvih riječkih elektroničkih vijesti na internetu pod nazivom "Ripublica" (1997.) kao i suosnivač „Alfred Mayer Produkcije“ (2002. – 2005.) za proizvodnju multimedijalnog sadržaja. 

## Novinarstvo i publikacije
- posebna novinska izdanja "Gospa Trsatska" (autor i urednik, 1994., 1996., 2000.) i "Forza Fiume" (urednik, 1994.)
- stalne rubrike u Novom listu (autor i urednik, Fokus, Zadnja) i prilog (autor i urednik, Petkom TV)
- online izdanje Novog lista (suautor, 2000. – 2004.)
- dvobroji Marijina Trsata (urednik, 2003., 2004., 2005.)
- dokumentarno-povijesna knjiga "Gospa Trsatska - Kraljica Jadrana" (autor i urednik, prvo izdanje 1996., drugo izdanje 1998.)
- suradnik na monografskom katalogu "Kinematografija u Rijeci" (1997.) i "Riječkom leksikonu"

## Filmovi i multimedija
- Riječki sportski TV magazin „Forza“ (autor i urednik, 2011.)
- Leksikonsko CD ROM izdanje "Gospa Trsatska - Kraljica Jadrana" (autor i urednik, 1999. – 2000. – 2006.)
- CD ROM „Papa među nama“ (suautor i urednik, 2003.)
- DVD ROM „Gospa Trsatska - Kraljica Jadrana“ (suautor i urednik, 2006.)

### Dokumentarni filmovi
- Trsat Naše Gospe (producent, scenarist i redatelj, 2005. – 2006.)
- Habsburgovci i Opatija (producent, scenarist i redatelj, prvo izdanje 2011.; drugo, nadopunjeno izdanje 2012.)
- Die Habsburger und Opatija“ (producent, scenarist i redatelj, film „Habsburgovci i Opatija“ na njemačkom jeziku, 2012.)
- Riječki Olimpijci (producent, scenarist i redatelj, realizirano u suradnji s Klubom riječkih olimpijaca, 2012.),[2]
- Otto i Hrvati / „Otto und die Kroaten“ (producent, scenarist i redatelj, realizirano u suradnji s Hrvatskom paneuropskom unijom i Zakladom Otto von Habsburg, 2013.; prvi hrvatski dokumentarni film prikazan u Europskom parlamentu u Strasbourgu 14. siječnja 2015.),[3][4]
- Palača obasjana mediteranskim suncem (producent, scenarist i redatelj, realizirano u suradnji s Pomorskim i povijesnim muzejom Hrvatskog primorja Rijeka, 2016.),
- Hrvatski vitez Laval Nugent (producent, scenarist i redatelj, 2016.)
- ĆIRO - Športske anegdote (producent, scenarist i redatelj, 2021.)
- Trsatska tragedija (producent, scenarist i redatelj, 2006.), kratki film
- Museum Nugent“ (producent, scenarist i redatelj, 2006.), kratki film
- Opatija – stara dama mladog srca“ (producent, scenarist i redatelj, 2011.), kratki film
- Crtice iz opatijske povijesti – razgovor s Amirom Muzurom“ (producent, scenarist i redatelj, 2011.), kratki film
- Balinjerada – karnevalska utrka čudnovatih vozila“ (producent, scenarist i redatelj, 2011.), kratki film
- Hotel Miramar – odmor u mediteranskom raju“ (producent, scenarist i redatelj, 2011.), kratki film
- Kad ideš na put... (scenarist i redatelj, 2012., realizirano za multimedijalnu izložbu "Pun kufer svega" Hrvatskog muzeja turizma), kratki film
- Kratki dokumentarni film Otto von Habsburg - izbliza / Otto von Habsburg - von nah (producent, scenarist i redatelj, 2013.), kratki film
- Fiume crno – crveno Rijeka, serijal u šest nastavaka (scenarist i redatelj, produkcija Istra filma za Hrvatsku radioteleviziju, HRT 2020.)

## Vanjske poveznice
- Službena mrežna stranica
- Službeni YouTube kanal